# Żurrieq
Żurrieq (wym. [ˈzʊ.ri.ɛʔ]) – jedna z jednostek administracyjnych na Malcie, ok. 11,8 tys. mieszkańców (stan z marca 2014). 
W 1436 erygowano tu kościół parafialny pod wezwaniem św. Katarzyny z Aleksandrii. Miejscowość odgrywa dużą rolę w turystyce ze względu na położoną w pobliżu Błękitną Grotę (ang. Blue Grotto, malt. Il-Ħnejja) – system podziemnych korytarzy tuż nad taflą morza (popularne są spływy łodzią w jaskini). Grota leży bezpośrednio przy małej wiosce rybackiej Wied iż-Żurrieq. Inną atrakcją jest Wiatrak Xarolla – zbudowany w 2. połowie XVII wieku przez joannitów. W sąsiedniej wiosce Ħal-Safi można też zwiedzić odkryte niedawno katakumby. Na południe od miasta znajduje się Wieża Wardija. Na północ Kaplica Zwiastowania Pańskiego w Żurrieq.

## Miasta partnerskie
- Angermünde
- Borgo Maggiore